# 圣灵的浸
圣灵的浸，简称灵浸，又称圣灵的洗礼。在基督教神学里，圣灵的浸这个概念，被许多不同的基督教宗派和传统在救恩论和教会学上带出不同的解释。圣灵的浸时常和加入教会、被赐予属灵的恩赐、以及参与基督教事工关联在一起。圣灵的浸这个概念起源于新约圣经，也因此所有基督教传统都接受这个神学概念。
在18世纪以前，多数宗派相信基督徒受圣灵的浸是在归信基督教之时，或者是在洗礼或坚信礼时。在18世纪时，卫斯理神学（包括圣洁运动）肯定了“全然成圣”或第二次恩典的可能性，并以此作为圣灵的浸。在20世纪时，五旬节运动兴起，他们把说方言看成是受圣灵的浸的证据，这种将圣灵的浸作为经验而不是仪式的观念便盛行了起来。